# Friedrich Regitz
Friedrich „Friedel“ Regitz (* 7. Juni 1925 in Neunkirchen; † 6. August 1971 ebenda) war ein saarländischer Politiker (SPS/SPD) und Journalist.

## Leben
Nach einer Lehre bei der Neunkircher Stadtverwaltung wurde Regitz 1943 zum Reichsarbeitsdienst und zur Wehrmacht eingezogen. Am 13. Januar 1943 beantragte er die Aufnahme in die NSDAP und wurde zum 20. April desselben Jahres aufgenommen (Mitgliedsnummer 9.536.212). Im Krieg geriet er in britische Gefangenschaft, aus der er 1945 entlassen wurde. Anschließend war er bis 1947 Angestellter bei der Stadtverwaltung Neunkirchen.
Bereits 1945 trat der Sozialdemokratischen Partei des Saarlandes (SPS) bei und engagierte sich als Jugendsekretär bei der Sozialistischen Jugend. Bei der sozialdemokratischen Zeitung Volksstimme in Saarbrücken absolvierte er ein Volontariat und war später als Redakteur tätig. Ab 1951 war er saarländischer Korrespondent für den Sozialdemokratischen Pressedienst in Bonn, für das Parteiorgan Vorwärts und andere westdeutsche Zeitungen. Außerdem war er Chefredakteur der Saarbrücker Allgemeinen Zeitung.
Ab 1948 war Regitz Mitglied des SPS-Landesvorstandes. 1952 gehörte er zu den Gründungsmitgliedern der illegalen Deutschen Sozialdemokratischen Partei und wurde unter Kurt Conrad deren zweiter Vorsitzender. Nachdem die Partei 1955 zugelassen wurde, nahm sie die Bezeichnung SPD an und nahm im selben Jahr an der Wahl zum Landtag des Saarlandes teil. Regitz konnte ein Mandat erzielen und wurde drei Mal wiedergewählt. Von 1956 bis 1961 sowie von 1970 bis zu seinem Tod hatte er den Vorsitz der SPD-Fraktion inne. Ab 1966 war er außerdem Oberbürgermeister von Neunkirchen.
Regitz starb überraschend während einer Mandeloperation an den Folgen eines Herzinfarkts.
Nach Regitz wurde im Neunkircher Stadtteil Wellesweiler die Bürgermeister-Regitz-Straße benannt.